# 松井達二
松井 達二（まつい たつじ、1944年11月18日 - ）は日本の実業家。電通テック社長。山口県生まれ。

## 人物
社長就任後はKDDIや郵便事業株式会社との合弁会社立ち上げなど、他社とのアライアンスに取り組む。

## 略歴
- 1968年 早稲田大学教育学部卒業
- 1968年 電通入社
- 1996年 同社プロジェクト開発局次長
- 1997年 同社セールスプロモーション局長
- 2000年 同社イベントスペース開発局長
- 2002年 同社常務執行役員
- 2004年 電通テック取締役副社長
- 2005年 電通テック代表取締役社長兼CEO